# Youth and Young Manhood
Youth and Young Manhood är debutalbumet av den amerikanska rockgruppen Kings of Leon. Albumet släpptes den 7 juli 2003 i Storbritannien, och den 19 augusti 2003 i USA.

## Låtlista
1. "Red Morning Light" – 2:59
2. "Happy Alone" – 3:59
3. "Wasted Time" – 2:45
4. "Joe's Head" – 3:21
5. "Trani" – 5:01
6. "California Waiting" – 3:29
7. "Spiral Staircase" – 2:54
8. "Molly's Chambers" – 2:15
9. "Genius" – 2:48
10. "Dusty" – 4:20
11. "Holy Roller Novocaine" – 12:08 [innehåller ett dolt spår, "Talihina Sky"]

## Medverkande
- Caleb Followill – sång, kompgitarr
- Matthew Followill – sologitarr
- Jared Followill – elbas, piano på låten "Trani"
- Nathan Followill – trummor, slagverk, sång

## Singlar
- Molly's Chambers
  - Släppt: 11 augusti 2003
- Wasted Time
  - Släppt: 20 oktober 2003
- California Waiting
  - Släppt: 16 februari 2004

## Listor
| År   | Land           | Listposition |
| ---- | -------------- | ------------ |
| 2004 | Storbritannien | 3            |
| 2004 | Irland         | 18           |
| 2004 | USA            | 113          |
| 2008 | Australien     | 46           |
| 2009 | Australien     | 46           |